# Psyra indica
Psyra indica är en fjärilsart som beskrevs av Butler 1889. Psyra indica ingår i släktet Psyra och familjen mätare. Inga underarter finns listade.